# Uromenus ortegai
Uromenus ortegai är en insektsart som först beskrevs av Pantel 1896.  Uromenus ortegai ingår i släktet Uromenus och familjen vårtbitare. Inga underarter finns listade i Catalogue of Life.